# Claudio Díaz
Claudio Alfredo Díaz (Argentina, 9 de agosto de 1987), futbolista argentino. Juega de volante y su actual equipo es el Club Atlético Independiente de Hernando de la Liga Regional Riotercerence de Fútbol de Argentina.

## Clubes
| Club               | País      | Año       |               |
| ------------------ | --------- | --------- | ------------- |
| Club El Porvenir   | Argentina | 2004-2005 |               |
| Deportes La Serena | Chile     | 2006      |               |
| Unión San Felipe   | Chile     | 2007      |               |
| Deportes Copiapó   | Chile     | 2008      | 2017-presente |